# Ulrich Hecker

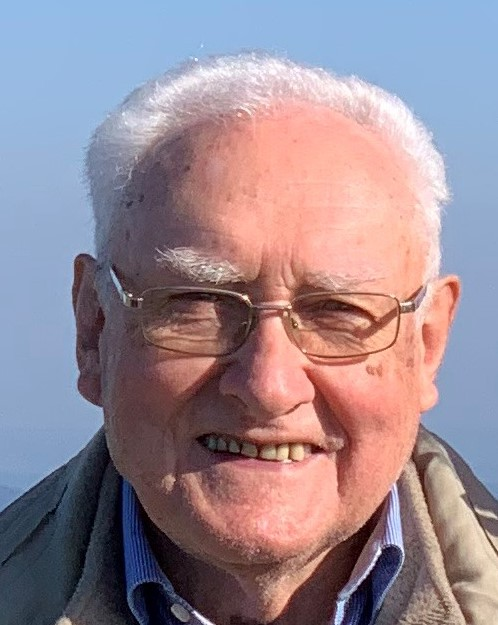
Ulrich Hecker (2020)

Ulrich Hecker (* 16. August 1936 in Halle) ist ein deutscher Biologe. Nach einer Gärtnerlehre in Halle (Saale) und Naumburg an der Saale studierte er Biologie, Geographie, Chemie und Paläontologie an der Johannes Gutenberg-Universität in Mainz. Am Institut für Zoologie der Universität promovierte er 1964 zum Thema Zur Kenntnis der mitteleuropäischen Bernsteinschnecken (Succineidae). Kurz nach seiner erfolgreichen Promotion trat er im März 1964 die noch relativ neue Stelle eines Kustos des 1946 gegründeten Botanischen Gartens Mainz an, die er bis zu seiner Pensionierung 1999 innehatte. In seiner Amtszeit wurde die wissenschaftliche Sammlung des Botanischen Gartens insbesondere im Gehölzbereich stark ausgebaut. Hierzu trugen auch die Sammlungen von Pflanzensamen und Früchten aus zahlreichen botanischen und dendrologischen Exkursionen bei, die ihn u. a. in das südliche Afrika, zu den Kanarischen Inseln, Azoren, in den Mittelmeerraum und nach Jamaika führten. Vor Ort konnte Hecker eine zumindest temporäre Erweiterung der Fläche des Botanischen Gartens erreichen. 1983 konnte eine 13.500 m² Erweiterungsfläche im Anschluss an das Arboretum an den Botanischen Garten angegliedert werden, die letztendlich bis Ende 2004 genutzt werden konnte. Dank Ulrich Heckers Initiierung und Mitwirkung entstand dort inmitten einer naturnah angelegten Steppenanlage eine wissenschaftlich korrekte Teilnachbildung des Großen Sandes in Mainz, ein europaweit bedeutendes Relikt der Flora und Fauna der Nacheiszeit.
Ulrich Hecker baute in seiner Dienstzeit auch das Herbariums des Instituts für Spezielle Botanik und Botanischer Garten (MJG) auf, das mittlerweile rund 60.000 Belege umfasst. 1998 gründete er den Freundeskreises des Botanischen Gartens der Johannes Gutenberg-Universität Mainz, der seit seiner Gründung finanzielle und ehrenamtliche Unterstützung leistet. Von 1990 bis 1999 war er Präsident der Deutschen Dendrologischen Gesellschaft und wurde 2002 zu deren Ehrenpräsident ernannt. 2007 wurde Ulrich Hecker zudem zum Ehrenmitglied der Rheinischen Naturforschenden Gesellschaft ernannt. Er ist ebenfalls als Autor zahlreicher populärwissenschaftlicher Bücher und Beiträge zur Dendrologie bekannt geworden. Im wissenschaftlichen Bereich ist vor allem seine langjährige Autorentätigkeit bei dem Standardwerk für Pflanzenbestimmung, Die Flora Deutschlands und angrenzender Länder (begründet von Otto Schmeil und Jost Fitschen) sowie die Mitarbeit bei der Gehölzflora von Mitteleuropa (begründet von Otto Schmeil) zu nennen.

## Schriften (Auswahl)
- Zur Kenntnis der mitteleuropäischen Bernsteinschnecken (Succineidae). Mainz, Naturwissenschaftliche Fakultät, Dissertation 6. Febr. 1964
- Laubgehölze. Wildwachsende Bäume, Sträucher und Zwerggehölze. BLV-Buchverlag, ISBN 978-3-7632-3136-2.
- Nadelgehölze. Wildwachsende und häufig angepflanzte Arten, BLV-Buchverlag, ISBN 978-3-405-12966-8.
- Bäume & Sträucher. Bestimmen in drei Schritten, BLV-Buchverlag, ISBN 978-3-8354-1557-7.
- mit Peter A. Schmidt: Taschenlexikon der Gehölze. Ein botanisch-ökologischer Exkursionsbegleiter. Quelle und Meyer, Wiebelsheim 2009, ISBN 3-494-01448-5.
- Die wildwachsenden und kultivierten Laub- und Nadelgehölze Mitteleuropas : Beschreibung – Herkunft – Verwendung. Quelle & Meyer, Wiebelsheim 2020, ISBN 978-3-494-01800-3.
- Mitarbeit bei: Die Flora Deutschlands und angrenzender Länder. 97. überarbeitete und erweiterte Auflage, Quelle & Meyer, Wiebelsheim 2019, ISBN 978-3-494-01700-6
- mit Peter A. Schmidt, Bernd Schulz: Gehölzflora. Ein Buch zum Bestimmen der in Mitteleuropa wild wachsenden und angepflanzten Bäume und Sträucher. Quelle & Meyer, Wiebelsheim 2017, ISBN 978-3-494-01712-9.
- Ausbreitungsbiologie der Höheren Pflanzen. Eine Darstellung auf morphologischer Grundlage. Springer-Verlag, Berlin 2023, ISBN 978-3-662-67414-7.